# Zulfahmi Khairuddin

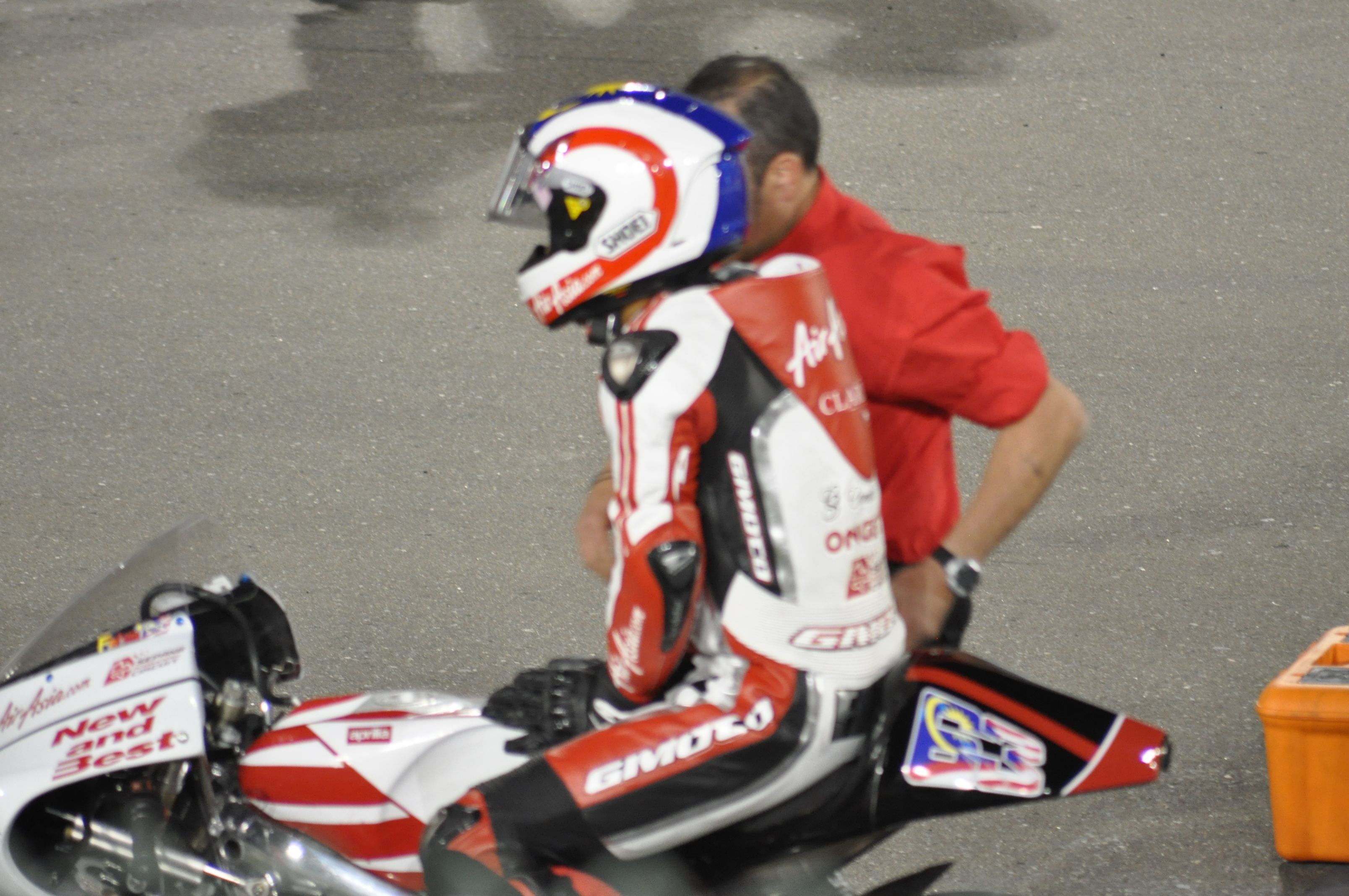
Khairuddin, Qatar 2010.

Zulfahmi Khairuddin, född 20 oktober 1991 i Banting, Selangor, är en malaysisk roadracingförare som sedan 2016 kör världsmästerskapen i Supersport. Han har tidigare kört i Grand Prix Roadracing.

## Tävlingskarriär
Khairuddin gjorde VM-debut i 125GP-klassen i Malaysias Grand Prix 2009. Nästa år körde han hela VM-serien på en Aprilia och 2011 på en Derbi. Då 125-klassen upphörde efter 2011 och ersattes av Moto3 till 2012 körde Khairuddin för Team AirAsia-SIC-Ajo på en KTM. Första pole position och första pallplatsen (tvåa) kom på hans hemmaplan, Malaysias Grand Prix 2012. Han blev 7:a i VM 2012. Säsongen 2013 körde Khairuddin för Red Bull KTM Ajo och blev 12:a i VM. 2014 körde han för Ongetta-AirAsia på Honda och blev 20:e i VM samt 2015 för Sepang International Circuit på en KTM blev 23:a i VM. Därefter fick han lämna Grand Prix-cirkusen och kör istället Supersport-VM 2016.